# Rudolf Adriaan van Sandick (1855-1933)

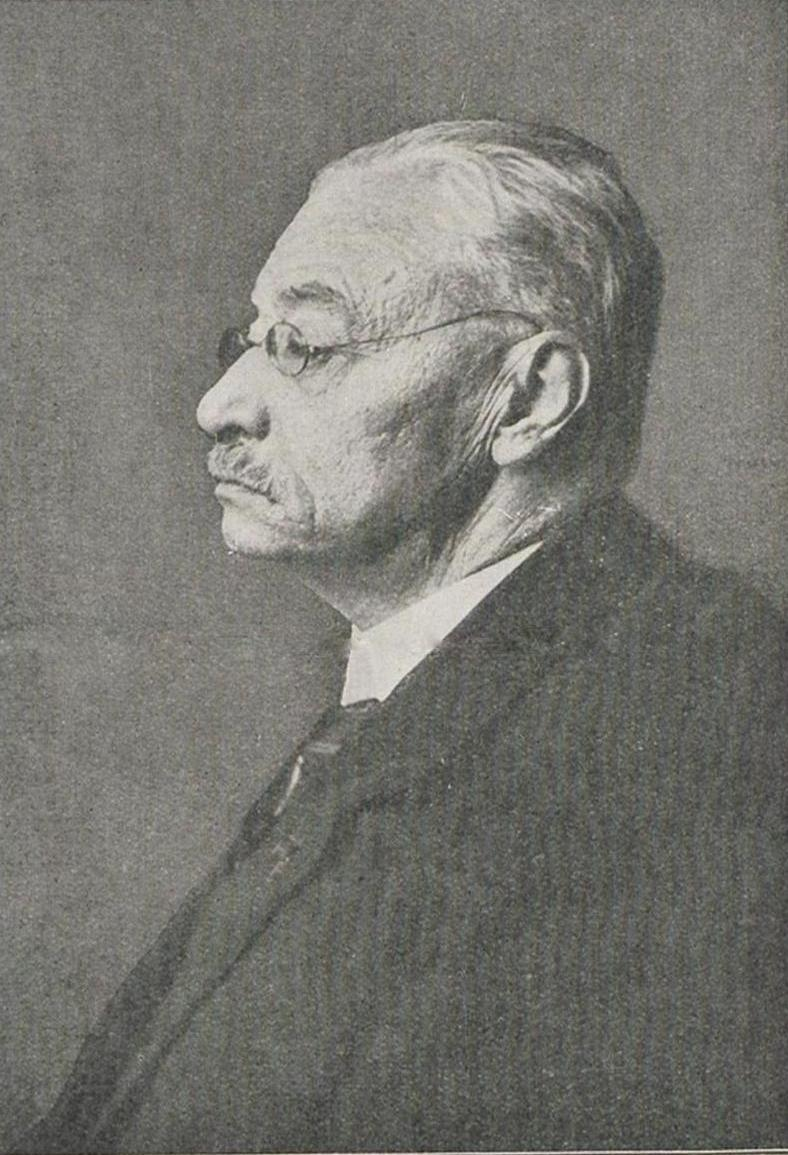
Rudolf Adriaan van Sandick

Rudolf Adriaan van Sandick (Terborg,  16 december 1855 - Den Haag,  25 januari 1933) was een Nederlands waterbouwkundige en vele jaren redacteur van het weekblad De Ingenieur.

## Opleiding en eerste werkkring
Na een paar jaar lagere school in Terborg ging Van Sandick naar kostschool in Arnhem omdat er in Terborg en directe omgeving geen goede opleiding was. Hij ging daarna naar de HBS in Deventer. en ging in 1872 (toen hij 16 jaar was) naar de Polytechnische School te Delft. Hij was actief in het studentenleven, zat in de senaat van het Delftsch Studentencorps en was in 1875 redacteur van de Delftsche Studenten Almanak. Hij was lid van een aantal disputen, waar hij actief deelnam aan discussies over algemene maatschappelijke vraagstukken. De Delftse studenten waren rond 1900 heel erg maatschappelijk geëngageerd. Van Sandick ageerde ook tegen de ontgroening van studenten; hij heeft hierover later nog publicaties geschreven, in dispuut met J.H.Telders (de zoon van Jean Marie Telders) die voorstander was.
Na het behalen van zijn ingenieursdiploma in 1878 was Van Sandick eerst een korte periode werkzaam bij de aanleg van de Nieuwe Waterweg. Maar het jaar daarna besloot hij naar Nederlands-Indië waar hij ging werken bij de Waterstaat. Hij werd daar ook lid van de afdeling Nederlandsch-Indië van het Koninklijk Instituut van Ingenieurs. Hij werkte eerst in de afdelingen Kendal en Lebak van de Indische Waterstaat. Hij heeft daar onder andere een studie gedaan naar banjirs in de omgeving van Indramayu en daarover een uitgebreid artikel over geschreven. In 1882 werd hij bevorderd tot ingenieur 3e klasse in Padang. Zijn maatschappelijk engagement kwam toe ook tot uiting in zijn artikel over de kredieten die de Volksraad in Nederlands-Indië voor de bouw beschikbaar wilde stellen naar de gevangenissen daar.
In 1884 keerde hij terugin Nederland en werd HBS-leraar, eerst Deventer (1884-1892), later in Amsterdam (1892-1894). Hij hield een grote belangstelling voor Indië, hij werd (hoofd-)redacteur van De Indische Gids (1896-1902) en hoofdredacteur van het weekblad Insulinde (1896-1898).

## Het Koninklijk Instituut van Ingenieurs
Rond 1900 was een roerige periode voor het Koninklijk Instituut van Ingenieurs (het KIvI was uitgever van het Tijdschrift van het KIvI). Er was toen ook de Vereeniging van Delftsche Ingenieurs, Vereeniging van Burgerlijke Ingenieurs (uitgever van De Ingenieur), Vereeniging van Werktuig- en Scheepsbouwkundigen en de Nederlandsche Vereeniging voor Electrotechniek. Deze verenigingen zagen de noodzaak tot samenwerking met als doel de ontwikkeling van de techniek en de positie van de technicus, in het bijzonder van de ingenieur, bevorderen. In die setting werd in 1898 Van Sandick benoemd tot secretaris van het Koninklijk Instituut van Ingenieurs. In 1900 besloten het Koninklijk Instituut van Ingenieurs en de Vereeniging van Burgerlijke Ingenieurs om samen het weekblad De Ingenieur uit te geven. Van Sandick werd de hoofdredacteur, wat hij tot 1932 zou blijven. Dit tijdschrift kreeg een algemeen gedeelte en een aantal vaksecties.
De samenwerking binnen de ingenieurswereld moest de ontwikkeling van de techniek en de positie van de technicus, in het bijzonder van de ingenieur, bevorderen. Van Sandick werkte hier met hart en ziel aan. Hij streefde naar maatschappelijke erkenning van het nog jonge ingenieursberoep, dat naar zijn mening onder andere achtergesteld werd ten opzichte van de academici die aan de universiteit gestudeerd hadden. De grootste concurrenten waren zijns inziens juristen: “Zullen wij het bij voortduring moeten aanzien, dat juristen en nog eens juristen de leidende plaats innemen bij alles wat er in Nederland geschiedt, aan welke juristen wij dan wel van tijd tot tijd een door hen gevraagd advies mogen geven?” De oprichting van de Technische Hoogeschool in 1905, die de wettelijke gelijkschakeling van de ingenieursopleiding met een universitaire opleiding betekende, juichte hij - en met hem vele ingenieurs - luid toe.

## De sociale kant
Van Sandick had een voorkeur voor breed opgeleide ingenieurs. Op deze wijze hoopte hij te bereiken dat ingenieurs zich niet alleen  inzetten voor zuiver technische vraagstukken, maar een veel breder keken. Bovendien zou de ingenieur door zich te bemoeien met maatschappelijke vraagstukken aan prestige winnen. De bevordering van de techniek werd door Van Sandick daarom niet los gezien van de maatschappelijke verhoudingen en ontwikkelingen. Verschillende aspecten van het arbeidersvraagstuk en van de sociale wetgeving gaf hij daarom veel aandacht in De Ingenieur. Van Sandick stimuleerde deze belangstelling, alsmede de interesse voor de landelijke politiek. De rubriek 'Uit ons parlement' in De Ingenieur werd voor een groot deel door hem verzorgd.
Een andere verdienste van Van Sandick is dat hij de problematiek van de ingenieur in Nederlands-Indië en de specifieke problemen op terrein van de waterbouw, spoorwegbouw en mijnbouw in Indië onder de aandacht bracht van de Nederlandse ingenieurswereld. Hoewel De Ingenieur zich nadrukkelijk buiten de partijpolitiek wenste te houden, kan men de politieke opstelling van Van Sandick en van een aantal ingenieurs die in dit tijdschrift rond 1900 publiceerden, als vooruitstrevend liberaal of vooruitstrevend antirevolutionair betitelen.
Naast sociaal-politieke kwesties kwamen in ruime mate ook technische, technisch-economische en nijverheidszaken aan de orde. In de loop der jaren verdween echter langzaam de aandacht voor het sociale vraagstuk en kwam de nadruk op de techniek te liggen.

## Commissies
Van Sandick was lid van een groot aantal commissies en organisaties in binnen- en buitenland, die nauw met zijn werkterrein en belangstelling verband hielden. Hij was onder andere lid van het Institut Colonial International in Brussel, lid van de Raad van Toezicht op de gemachtigden in octrooiaangelegenheden en lid van de commissie tot arbitrage van de Centrale Werkgevers Risico-bank. Hij was ook regeringsgevolmachtigde bij de Mij. ,,De Schelde" te Vlissingen en lid van de commissie tot exploitatie van de buitenhaven van Vlissingen.
Daarnaast was hij lid de gemeenteraad van 's-Gravenhage (van 1903 tot 1927); van 1907 tot 1910 was hij daar wethouder van onderwijs. Begonnen als vrijzinnig-democraat, maakte Van Sandick heel de evolutie van zijn partijleider, prof. M.W.F. Treub, mee, zodat hij op een gegeven moment als eenling de Economische Bond vertegenwoordigde en in 1927 afscheid nam als lid van de Vrijheidsbond. In 1919 werd hij tot lid van de Provinciale Staten van Zuid-Holland gekozen, waarvoor hij in 1923 werd herkozen. In 1919 was hij lid van de commissie der door de Eerste Wereldoorlog verwoeste streken in Frankrijk.
Binnen- en buitenlandse onderscheidingen viel en hem ten deel. Het Koninklijk Instituut van Ingenieurs benoemde hem in 1923 tot erelid en in 1932 tot honorair-adviseur.
In 1905 werd hij Ridder in de Orde van de Nederlandse Leeuw, in 1922 Officier bij het Legion d’honneur.

## Privé
Hij was een zoon van Johan Christiaan Frederik van Sandick, predikant in Terborg, en Maria Cornelia Anna Mees. Hij trouwde op 9 april 1888 in Deventer met met Anna Sophia van Schilfgaarde. Uit dit huwelijk werden 3 zoons en 1 dochter geboren.

## Publicaties
- Onze belangstelling in Nederlandsch-Indië (1866)
- Bijdrage tot de Hydrografie van Indramayou (1882, blz 79, pdf blz 85)
- De verbetering van de Padang-rivier (overdruk uit het Tijdschrift van het KIvI, 1884)
- Leed en Lief uit Batam (1893)
- Ontworpen spoorweg Paramaribo-Lawagebied (1903)
- Joannes Willem Post (1854-1904) uit: De ingenieur ; nr. 33 (13 Aug. 1904)
- Het slibbezwaar bij bevloeiingswerken (1903) (met ir. Thai Larsen)
- Democratische opvoeding. Tot afscheid (1905)
- Waterrechten en irrigatiewetgeving in Canada en de Vereenigde Staten van Noord-Amerika en lessen daaruit te trekken voor Nederlandsch-Indië  (1906)
- (3 juni 1907). Nederlandsche waterbouwkundigen in China. Verbetering van de Woosung of Whangpoo, den waterweg van Shanghai. De Ingenieur  22 (31)
- Hoe Soerabaja het snelst en goedkoopst te helpen is aan een aanlegplaats voor zeeschepen (1907)
- Landbouw en irrigatie op Java (1911)
- In het rijk van vulcaan: de uitbarsting van Krakatau en hare gevolgen (1912)
- Voordracht over Sabang en Belawan als oceaanhavens: met bespreking (1912)
- Bedenkingen tegen de groentijd, een discussie  (Delftsche Studenten Debating-club, 1910)
- Afschaffing van den groentijd / pro: R. A. van Sandick ; contra: J. H. Telders (1912)
- Mededeeling omtrent een reis naar Nederlandsch-Indië: voordracht (1913)
- Voordrachten over koloniale onderwerpen gehouden ter gelegenheid van de koloniale landbouwtentoonstelling te Deventer; Irrigatie op Java (1913)
- Burgerlijke openbare werken, afdeeling VII (1913)
- Prauwen van gewapend beton in Indië (1913)
- Johannes Cornelis Heijning (1853-1915)  uit: De ingenieur ; nr. 37, 11 Sept., 1915
- Het leerplan der op te richten Nederlandsch-Indische Technische Hoogeschool (1918) (met S. Hoogewerff)
- (1919). De gevangenissen in de volksraad. De Waterstaatsingenieur in Nederlandsch-Indië  7: 184-187
- De opening van de bijzondere technische hoogeschool te Bandoeng (1920)
- Levensschets van M.A.Atmodirono (1921)
- Dr. J.H. Abendanon: notice biographique(1927)

- Biografisch Portaal: 56207110
- Digitale Bibliotheek voor de Nederlandse Letteren: sand019
- Gemeinsame Normdatei: 143961845
- International Standard Name Identifier: 0000 0001 1888 9942
- Nederlandse Thesaurus van Auteursnamen: 068946759
- Virtual International Authority File: 169956174
- WorldCat: E39PBJjHgGT7mP8mQQ3WdJyrv3